# ヴィルヘルム・フォン・ヘッセン (1905-1942)
ヴィルヘルム・フォン・ヘッセン（Wilhelm Prinz und Landgraf von Hessen, 1905年3月1日 - 1942年4月30日）は、ドイツの旧諸侯ヘッセン家の子孫。

## 生涯
ヘッセン＝フィリップスタール＝バルヒフェルト方伯家家長クロートヴィヒと、その妻でゾルムス＝ホーエンゾルムス＝リッヒ侯ヘルマンの娘であるカロリーネ（1877年 - 1958年）の間の第1子、長男として生まれた。全名はヴィルヘルム・エルンスト・アレクシス・ヘルマン（Wilhelm Ernst Alexis Hermann von Hessen-Philippsthal-Barchfeld）。
1932年5月1日、弟のアレクシスとともに国家社会主義ドイツ労働者党（ナチ党）に入党し、同党の118万7621番目の党員となった。また同時にナチ党親衛隊（SS）隊員（5万2711番目の隊員）となり、ヴァルデック＝ピルモント侯世子ヨシアスの麾下にあった親衛隊連隊「フルダ＝ヴェッラ」（SS-Standarte "Fulda-Werra"）に所属した。
1933年1月30日、タバルツ（現在のテューリンゲン州ゴータ郡タバルツ/テューリンガーヴァルト）において、プロイセン王子フリードリヒ・ヴィルヘルムの娘マリアンネと結婚した。
ヴィルヘルムはドイツ国防軍の予備役士官であり、ナチ党組織に武装親衛隊への入隊を勧められた際にはこれを辞退した。1939年に第2次世界大戦が始まると東部戦線に配属された国防軍第2装甲師団（2. Panzer-Division）所属のオートバイ歩兵連隊に所属し、1940年には戦功により鉄十字章を授与されている。1942年4月30日、ヴャジマにおいて赤軍の7個歩兵中隊と戦闘中に戦死した。

## 子女
妻マリアンネとの間に2男1女の3人の子女をもうけた。
- ヴィルヘルム・クロートヴィヒ・フリードリヒ・エルンスト・ヘルマン・パウル・フィリップ・ハインリヒ（1933年 - ） - ヘッセン＝フィリップスタール方伯家家長
- ヘルマン・エルンスト・ルートヴィヒ・ヨアヒム・ハンス・ゲオルク・フーゴー・アレクサンダー・ヴィルヘルム（1935年 - 2019年） - 1962年、シュトラーハヴィッツ・フォン・グロス＝ツァウヒェ・ウント・カミネツ女伯モニカと結婚
- ヨハンナ（1937年 - ） - 1957年にAlfons Kuhnと結婚（1961年離婚）、1963年にBruno Rieckと再婚